# Бабирусса
Бабиру́сса (лат. Babyrousa babyrussa) — вид парнокопытных млекопитающих из семейства свиных подотряда свинообразных. Обитает в Индонезии: на острове Буру и на двух из островов Сула (Манголе и Талиабу). Типовой вид рода бабирусс; хотя ранее этот род считался монотипическим, в настоящее время обычно выделяют 3—4 вида бабирусс, в том числе и B. babyrussa. В отличие от других бабирусс, представители данного вида имеют относительно длинную густую золотисто-коричневую шерсть на теле.
Название «бабирусса» происходит от малайского слова, означающего «свинья-олень». Это отражает особенности внешнего вида животных: гипертрофированные нижние и верхние клыки у самцов достигают огромных размеров, причём верхние, прорастая сквозь кожу верхней челюсти, загибаются назад и вверх так, что иногда у старых особей врастают кончиками в кожу лба, напоминая рога.

## Образ жизни и среда обитания
В связи с отсутствием подробных данных о B. babyrussa обычно предполагается, что среда обитания и экология этого вида аналогичны таковым у более изученной Babyrousa celebensis. Поскольку до 2001 года все бабируссы объединялись в один вид под названием B. babyrussa, во многих источниках под «B. babyrussa» подразумевают другие виды бабирусс, чаще всего B. celebensis. Бабируссы населяют тропические леса, берега рек и различных естественных водоёмов, богатых водными растениями. Они всеядны и питаются различными листьями, корнями, фруктами, беспозвоночными и мелкими позвоночными. Их челюсти достаточно сильны и зубы достаточно крепки, чтобы раскалывать очень твёрдые орехи. В черепе бабирусс отсутствует ростральная (носовая, расположенная ближе к носу, от лат. rostrum «клюв; нос») кость, с помощью которой другие дикие свиньи копают почву, поэтому бабируссы предпочитают питаться корнями на мягких илистых или песчаных почвах.

## Охранный статус
Красная книга МСОП причисляет B. babyrussa к уязвимым видам (Vulnerable), поскольку её ареал ограничен площадью менее 20 000 км2, причём в настоящее время эта площадь лишь сокращается в результате проведения лесозаготовок. Охота со стороны местного населения представляет ещё одну угрозу для вида. Хотя мясо бабируссы не пользуется популярностью в мусульманских общинах по религиозным причинам, на животных охотятся коренные жители Буру, которые в основном являются христианами. Мясо этой свиньи имеет низкое содержание жира (всего 1,27 % по сравнению с 5—15 % для домашних свиней) и считается деликатесом. Местные жители предпочитают его мясу других диких свиней или оленей из-за текстуры и вкуса.
Создание на Буру двух охраняемых районов — Gunung Kapalat Mada (1380 км2) и Waeapo (50 км2) — частично направлено на сохранение среды обитания бабируссы. Этот вид пользуется полной защитой в соответствии с индонезийским законодательством с 1931 года. Наряду со всеми остальными видами бабирусс B. babyrussa внесена в Приложение I СИТЕС. Тем не менее в настоящее время считается, что международная торговля не представляет существенной угрозы для вида.